# Brønnøysund
Brønnøysund er en by i Brønnøy kommune i Nordland fylke i Norge. Byen ligger ved kysten og kaldes «Kystbyen midt i Norge». Brønnøysund er også regioncenter for Syd-Helgeland. Byen havde 4.506 indbyggere 1. januar 2009.
Brønnøysund fik ladestedstatus i 1923, men mistede den i 1964. Byen fik bystatus i 2000. Fra Brønnøysund kan man mod syd se byens kendte landemærke Torghatten. Byen er nok mest kendt for den statslige registeretat, Brønnøysundregistrene.

## Beliggenhed
Brønnøysund ligger på kysten i den vestlige del af Brønnøy kommune på Syd-Helgeland i Nordland fylke. Midt på sejlruten, midt i Norge, og med Norskehavet og det nordlige Atlanterhavet lige udenfor døren, kan byen med rette kaldes en kystby. Brønnøysund ligger på en lang og smal halvø, med bugter, flodmundinger og vige. Beskyttet mod det store hav af utallige øer, holme og skær, som danner større og mindre sunde. Halvøen er ganske lav, bortset fra enkelte højder og bjerge som Flaggstanghaugen, Høgåsen, Flatåsen, Kirkhaugen, Schrøderhaugen, Babylonåsen og Valåsen.
Fra Brønnøysund går der en 550 meter lang bro, Brønnøysundbroen, over til Hestøya med vej videre til Kvaløya og Torget. Kører mand videre langs fylkesvej 54 kommer man til fjeldet Torghatten, som også kan ses fra selve byen.
Brønnøysund er den sydligste by i Nord-Norge.

## Navnet
Navnet Brønnøysund deles i tre led; «Brønn-øy-sund». Første ledd; «Brønn», (Brønd) kommer fra gamle dage da søfarende vidste at her var der ferskvand. Andet og tredje led; «øy-sund» kommer selvfølgelig af stedets beliggenhed.

## Trafik
Byen har tre vejforbindelser til E6
- Nordover langs rigsvej 17 til Sandnessjøen via to færgestrækninger: Horn – Andalsvåg og Forvik – Tjøtta og derfra østover, via riksvei 78, til Mosjøen.
- Østover langs riksvei 76; langs Velforden og Tosenfjorden, gennem Tosentunnelen, til Brenna i Grane kommune.
- Sydover langs riksvei 17 til Høylandet via færgeforbindelsen Vennesund – Holm og derfra østover over Gartland til Grong.

Brønnøysund Lufthavn, Brønnøy betjenes af flyselskabet Widerøe med afgange både til Trondheim, Bodø og Oslo (fra 10. maj 2010).
Byen anløbes af Hurtigruten to gange i døgnet, sydgående om eftermiddagen kl. 16.00 og nordgående lige over midnat.
Der er busruter fra Brønnøysund til Grong jernbanestation, fra Høylandet busforbindelse til Namsos. Der ud over er der også busruter til Mosjøen og Sandnessjøen.
Der er hurtigbådforbindelse fra Brønnøysund til Ylvingen og Vega samt ugentlige ture til Sandnessjøen.
Torghatten Trafikkselskap opererer også mere lokale bus- og bådruter i distriktet med Brønnøysund som udgangspunkt.